# John Bruton
John Gerard Bruton (født 18. maj 1947, død 6. februar 2024) var en irsk politiker fra partiet Fine Gael, der var Irlands taoiseach (regeringsleder) fra december 1994 til juni 1997.